# TRL Award alla migliore artista femminile
Il TRL Award alla migliore artista femminile è uno dei premi dei TRL Awards, che viene assegnato dalla prima edizione dell'evento del 2006, in cui viene premiata dal pubblico l'artista femminile dell'anno appena conclusosi. Fino al 2009 il nome della categoria fu First Lady, in seguito nel 2010 è stato aggiunto l'acronimo di MTV First Lady, in quanto per la prima volta il vincitore di suddetta categoria è stata scelta da una giuria ristretta, per poi essere completamente mutato nel 2011 nel Wonder Woman Award, titolo ripreso col medesimo nome nella cornice degli MTV Italia Awards.

## Vincitori e nominati

### Anni 2000
| Anno | Vincitore     | Nominati                                                       |
| ---- | ------------- | -------------------------------------------------------------- |
| 2006 | Avril Lavigne | - Anastacia - Hilary Duff - Madonna - Shakira                  |
| 2007 | Hilary Duff   | - Christina Aguilera - Nelly Furtado - Laura Pausini - Shakira |
| 2008 | Avril Lavigne | - Alicia Keys - Britney Spears - Leona Lewis - Rihanna         |
| 2009 | Hilary Duff   | - Anastacia - Beyoncé Knowles - Britney Spears - Laura Pausini |

### Anni 2010
| Anno | Vincitore     | Nominati |
| ---- | ------------- | --- |
| 2010 | Malika Ayane  | - Alessandra Amoroso - Irene Grandi - Lady Gaga - Noemi                                                              |
| 2011 | Lady Gaga     | - Elisa - Ke$ha - Avril Lavigne - Gianna Nannini - Katy Perry - Pink (cantante) - Rihanna - Shakira - Britney Spears |
| 2012 | Laura Pausini | - Adele - Lady Gaga - Katy Perry - Rihanna                                                                           |